# Tobias Karlsson (calciatore)
Erik Tobias Karlsson (Öckerö, 14 gennaio 1989) è un calciatore svedese, difensore del Falkenberg.

## Carriera
Ha iniziato a giocare a calcio nell'Hälsö BK all'età di 6 anni. Quando aveva 13 anni si è invece unito al Torslanda IK, mentre a 17 è entrato a far parte del settore giovanile dell'Häcken dove però è rimasto praticamente per un anno.
Ritornato al Torslanda, ha debuttato nel campionato di Division 1 nel 2008. A seguito della retrocessione in Division 2 avvenuta al termine della stagione 2010, Karlsson ha deciso di cambiare club.
Nel marzo del 2011 il suo cartellino è stato dunque rilevato dal Falkenberg, squadra che all'epoca militava in Superettan. Alla prima stagione in maglia gialla ha giocato 4 partite da titolare e 14 da subentrante. La stagione 2012 è stata quella in cui si è affermato definitivamente nell'undici di partenza, essendo partito titolare 22 volte ed essendo entrato a partita in corso in 5 occasioni realizzando anche due reti stagionali, una delle quali nel derby contro l'Halmstad. Nel dicembre di quell'anno ha prolungato il suo contratto fino al 2015. Le 29 partite da lui disputate nella Superettan 2013 lo hanno sempre visto partire titolare, nell'anno in cui la squadra è stata promossa per la prima volta in Allsvenskan. Nonostante il salto di categoria, Karlsson ha comunque mantenuto il proprio posto, contribuendo alla salvezza sia nella stagione 2014 (27 presenze, tutte da titolare) sia nella stagione 2015 (13 presenze, 12 da titolare).
Nel 2016, anno concluso con la retrocessione in Superettan, è stato invece fuori causa per gran parte del campionato a causa di problemi fisici, così come avvenuto anche l'anno seguente. In occasione del campionato di Superettan 2018, Karlsson è tornato stabilmente a giocare con regolarità, avendo saltato solo una partita, per squalifica: quella stagione si è conclusa con la seconda promozione in Allsvenskan con il Falkenberg dopo quella di 5 anni prima.